# Острови Джорджіан-Бей (національний парк)
Національний парк «Острови Джорджіан-Бей» (англ. Georgian Bay Islands National Park), (фр. Parc national des Îles-de-la-Baie-Georgienne) — національний парк Канади, заснований 1929 році в провінції Онтаріо. Парк розташований на східному узбережжі затоки Джорджіан. 
Парк розташований на островах (загалом 58 островів та острівців), найбільший з яких - Острів Босоле (англ. Beausoleil Island)), площею 13 км², розташований за 168 км від міста Торонто. 
У парку водяться 33 види плазунів і земноводних включаючи вид під загрозою вимирання – змію массасагу (лат. Sistrurus catenatus).
У парку водяться птахи, в основному, двох родів: мартинових i крячкових.
У 2004 парк став частиною Біосферного заповідника Джорджіан-Бей Літторіал Байосфір Ресерв, що входить до Світової спадщини ЮНЕСКО.